# Hans-Jörg Bullinger

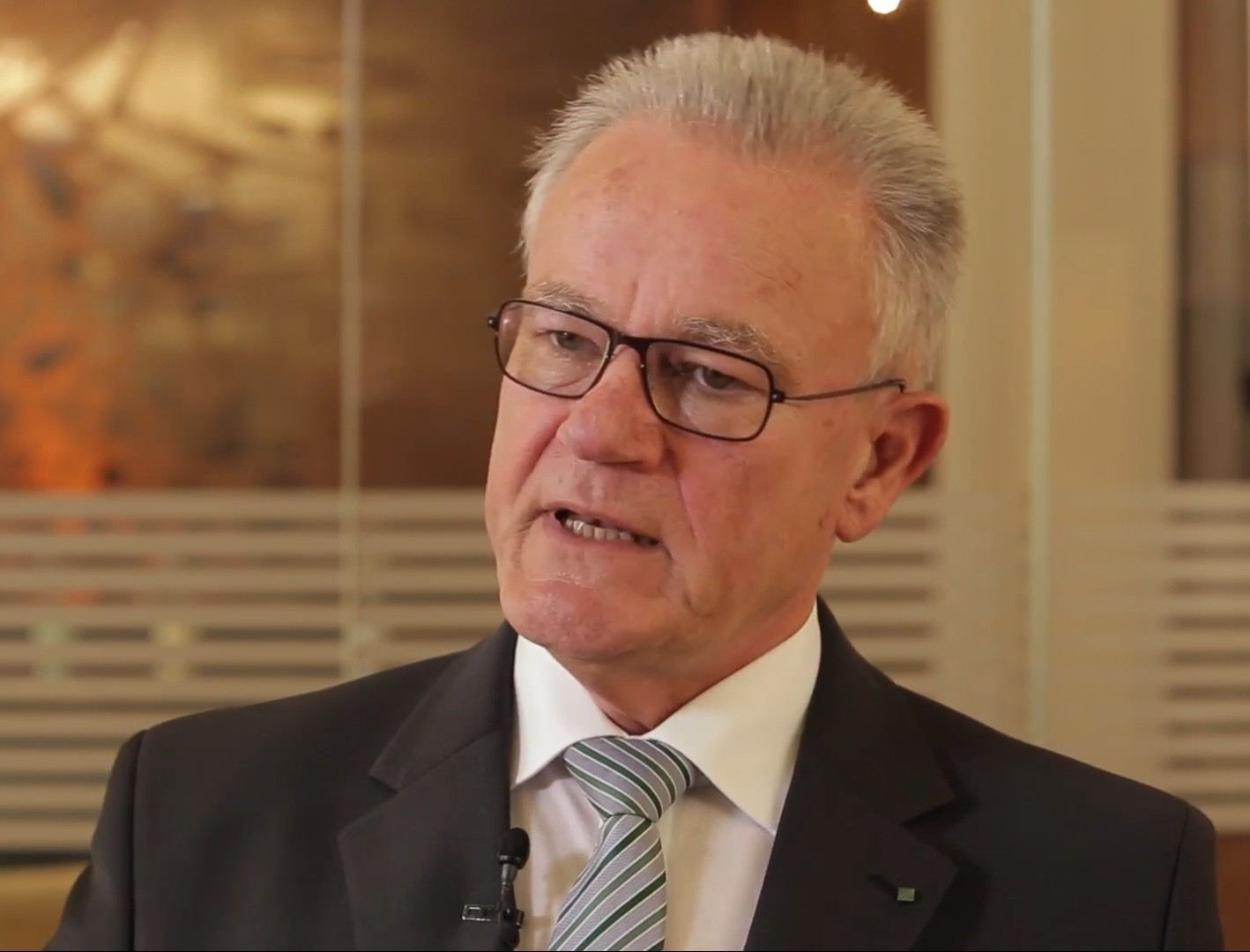
Hans-Jörg Bullinger (2016)

Hans-Jörg Bullinger (* 13. April 1944 in Stuttgart) ist ein deutscher Arbeitswissenschaftler und ehemaliger Präsident der Fraunhofer-Gesellschaft (2002–2012).

## Leben
Hans-Jörg Bullinger absolvierte nach dem Besuch der Volks- und Mittelschule eine Berufsausbildung als Betriebsschlosser bei der Daimler-Benz AG in Stuttgart-Untertürkheim und war dort anschließend zwei Jahre lang als Betriebsmechaniker tätig. Von 1963 bis 1966 besuchte er die Technische Oberschule in Stuttgart und erreichte dort über den zweiten Bildungsweg sein Abitur. Anschließend begann er mit einem Stipendium für Höchstbegabte 1966 an der Universität Stuttgart mit dem Studium des Maschinenbaus. Ab 1971 arbeitete er als wissenschaftlicher Mitarbeiter am dortigen Institut für Industrielle Fertigung und Fabrikbetrieb bei Hans-Jürgen Warnecke, wo er 1974 mit Auszeichnung zum Doktoringenieur promovierte und sich 1978 habilitierte. Von 1975 bis 1980 leitete Bullinger die Hauptabteilung Unternehmensplanung am Fraunhofer-Institut für Produktionstechnik und Automatisierung (IPA). 1980 wurde er Professor für Arbeitswissenschaft/Ergonomie an der Fernuniversität in Hagen. Im Jahr 1991 erhielt er die Ehrendoktorwürde der Universität Belgrad.
Von 1981 bis 2002 hatte Bullinger die Leitung des von ihm mitgegründeten Fraunhofer-Instituts für Arbeitswirtschaft und Organisation (IAO) inne, sowie in Personalunion des Instituts für Arbeitswissenschaft und Technologiemanagement (IAT) an der Universität Stuttgart. In den Jahren 2001 bis 2009 war er Vorsitzender des württembergischen Bezirksvereins des VDI. Von 2002 bis 2012 amtierte er als Präsident der Fraunhofer-Gesellschaft sowie von 2013 bis 2018 als deren Senator. Außerdem ist er Mitglied im Scientific Board der AutoUni der Volkswagen AG in Wolfsburg, ehemaliger Vorsitzender des Aufsichtsrats des TÜV Süd sowie Aufsichtsratsmitglied der Arri Group, der Bauerfeind AG, der CO.DON AG, der Schaeffler-Gruppe und der Vitesco Technologies Group.

## Sonstige Tätigkeiten
Bullinger ist Jurymitglied bei „Top 100“, einer Auszeichnung für die innovativsten Unternehmen im deutschen Mittelstand, sowie Mitglied im Stiftungsrat der Arthur-Burkhardt-Stiftung für Wissenschaftsförderung.

## Ehrungen
Bullinger ist Mitglied von acatech, der Deutschen Akademie der Technikwissenschaften.
- 1995: Arthur-Burkhardt-Preis
- 1998: Bundesverdienstkreuz am Bande
- 2003: Bundesverdienstkreuz 1. Klasse
- 2004: Ehrendoktorwürde der Polytechnischen Universität Temeswar, Rumänien
- 2006: Großes Verdienstkreuz[6]
- 2009: Verdienstmedaille des Landes Baden-Württemberg
- 2009: Manager des Jahres
- 2011: Grashof-Denkmünze des Vereins Deutscher Ingenieure
- 2012: Großes Verdienstkreuz mit Stern[7]
- 2012: Ehrenmitglied der Gesellschaft zur Förderung des Forschungstransfers (GFFT)[8]
- 2012: Leonardo European Corporate Learning Award in der Kategorie "Thought Leadership"[9]
- 2013: Hans-Peter-Stihl-Preis[10]